# シャバツ
シャバツ(セルビア語: Šabac/Шабац- 発音:{IPA|[ʃâbat͡s]}）は、セルビア西部の都市およびそれを中心とした基礎自治体で、サヴァ川に沿った歴史的な地域であるマチュヴァ地域に位置する。シャバツはマチュヴァ郡の行政的な中心地で2002年の国勢調査による人口はシャバツ市街で55,163人、基礎自体全域では122,893人であった。2007年にシャバツは市としての地位を得ており、一部で行政機構の改革が行われている。

## 歴史
現在のシャバツでの最初の居住地は中世からで、文書では1454年からザスロン(Zaslon)の名で言及されている。オスマン帝国に支配されるまではセルビア人の統治にあった。1470年にオスマンによって最初の要塞であるサイドストライカーを意味する名称が付けられたビイェルデレン要塞(Bejerdelen,Böğürdelen)が築かれた。1476年にハンガリー国王マーチャーシュ1世によって要塞が攻略され、ハンガリー王国の支配は1521年まで続いた。その後、要塞の支配者は幾度かオーストリア帝国とオスマンの間で変わっている。シャバツは国境の町であり、著名な交易都市でもあった。
シャバツはセルビア人の歴史の中では重要な地で、1806年の第一次セルビア蜂起でセルビア人であるカラジョルジェ・ペトロヴィチ(Karađorđe Petrović)率いる反乱軍がオスマン軍に対してミシャル村(Mišar)近くで初めて勝利を収めている。オブレノヴィッチ家もまた、シャバツに足跡を残しており指導者であるミロシュ・オブレノヴィッチ1世は第二次セルビア蜂起後、近代化と都市化を行った。1820年から1850年にかけて、シャバツにおいて最初の病院や薬局、セルビア人グラマースクール、ギムナジウム、劇場、音楽団体などが設置されている。オスマン帝国は1867年には要塞から撤退し、シャバツにおいてその存在は終焉した。最初のセルビアの新聞がシャバツで1883年に発行され、女性がカファナに訪れるようになった。それまで、日曜日の午後に男性達がカファナに訪れる習慣があった。第一次世界大戦までシャバツは繁栄したが、戦争によって町は破壊され人口は1万４千人から7千人に半減している。
ユーゴスラビア時代で最初の重要な出来事は、1938年にゾルカ化学工場が開かれたことである。シャバツの再生は第二次世界大戦時にナチス・ドイツによる支配によって妨げられ、約5千人が拘束され2万人がシャバツ強制収容所に送られ、最終的には7千人が死亡している。町がパルチザンによって解放されたのは1944年のことで、戦後は近代的な工業の発展によってシャバツは成長しゾルカ化学工場の拡張や人口の増加などが進んだ。1970年代には最初の近代的なスポーツホールが造られている。シャバツ郊外の湿地であったベンスカ(Benska)、バラ(Bara)などは排水など土地改良が行われ住宅地区が造成され、サヴァ川には新たな橋が架けられている。2010年現在、郊外部の人口は7万5千人に達している。

## 人口動態
| 民族             | 人口    |
| ---------------- | ------- |
| セルビア人       | 118,178 |
| ロマ             | 1,001   |
| ムスリム系       | 512     |
| ユーゴスラビア人 | 478     |
| クロアチア人     | 417     |

| 民族             | 人口   |
| ---------------- | ------ |
| セルビア人       | 52,499 |
| ロマ             | 151    |
| ムスリム系       | 489    |
| ユーゴスラビア人 | 374    |
| クロアチア人     | 107    |

## 地区

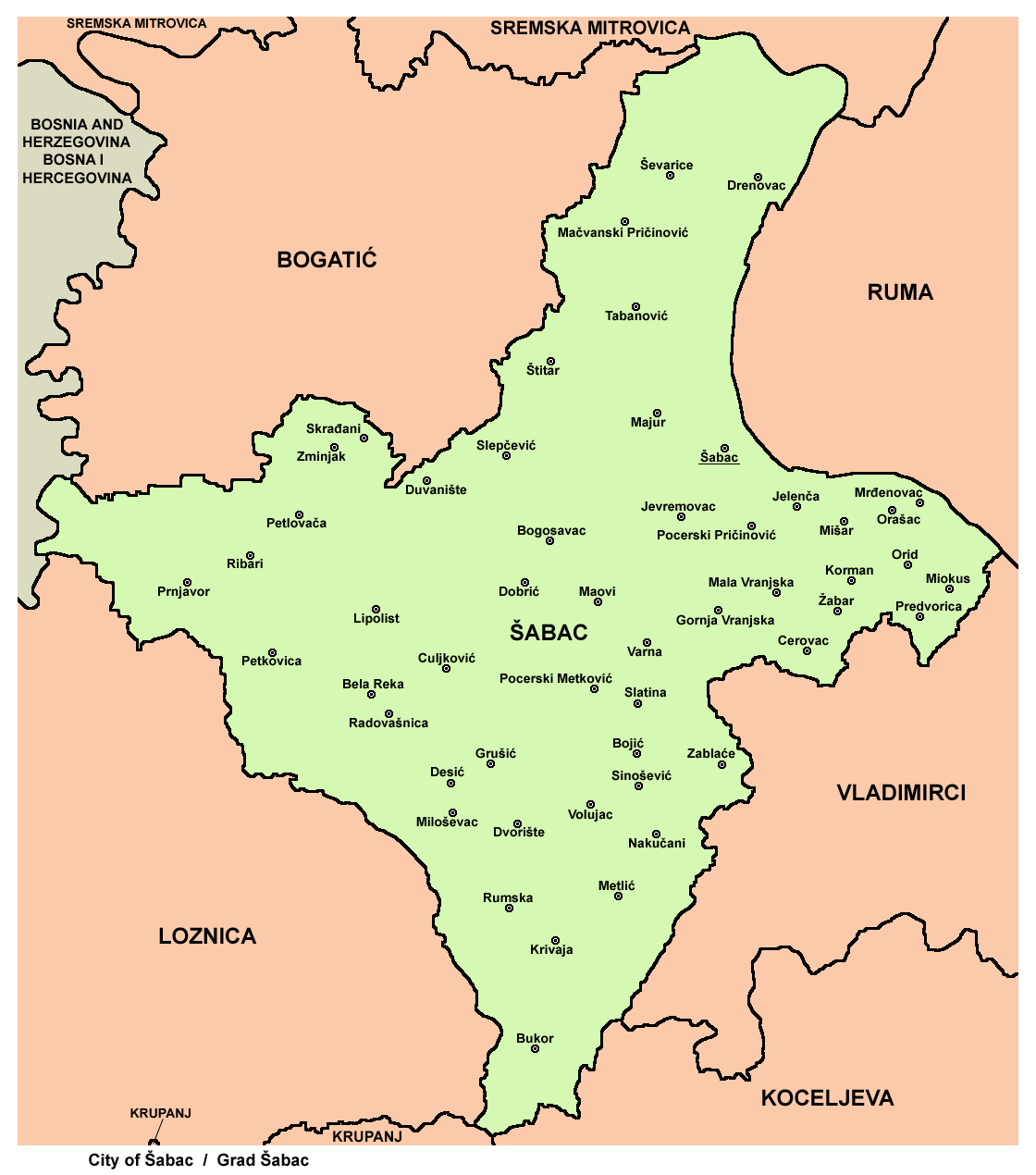
シャバツ自治体

### 市街
- Benska Bara
- Bair
- Kasarske livade
- Donji Šor
- Žika Popović
- Jevremova Nikole
- Trkalište
- Kamičak
- Kamenjak
- Letnjikovac
- Preki Šor
- Šipurske Livade
- Zivinarnik

### 郊外
Reka,
Bogatic,
Bogosavac,
Bojić,
Bukor,
Varna,
Volujac,
Gornja Vranjska,
Gornja Rumska,
Grušić,
Dvorište,
Desić,
Dobrić,
Drenovac,
Duvanište,
Žabar,
Zablaće,
Zminjak,
Jevremovac,
Jelenča,
Korman,
Krivaja,
Lipolist,
Majur,
Mala Vranjska,
Maovi,
Mačvanski Pričinović,
Metlić,
Miloševac,
Miokus,
Mišar,
Mrđenovac,
Nakučani,
Orašac,
Orid,
Petkovica,
Petlovača,
Pocerski Metković,
Pocerski Pričinović,
Predvorica,
Prnjavor,
Radovašnica,
Ribari,
Rumska,
Sinošević,
Skrađani,
Slatina,
Slepčević,
Tabanović,
Cerovac,
Culjković,
Ševarice,
Štitar

## 経済
1990年以前、シャバツの経済はユーゴスラビアにおいては良い状況にあった。ボスニア・ヘルツェゴビナ紛争期、ユーゴスラビアに対する国際的な経済制裁からシャバツにとってはメインとなる企業であるゾルカ工場は閉鎖された。その他の主要な工場も軒並み閉鎖されていた。今日、シャバツにとっての主要な産業は農業や運輸、食品生産である。2000年からは乳製品製造のシャバチュカ・ムレカラ(Šabačka Mlekara) 、ナルツィス・ポポヴィツ(Narcis Popović)、ゾルカ・ファーマ(Zorka Pharma)、USスチールなど有力な企業が立地している。

## スポーツ
- FKマチュヴァ・シャバツ - サッカークラブ

## 姉妹都市
- アルゴストリ
- 富士見市[1]
- キリャト・アッタ（英語版）
- クラルピ・ナド・ヴルタヴォウ（英語版）

## 出身人物
- ミロスラヴ・ジュキッチ - 元サッカー選手・サッカー指導者
- ネマニャ・マティッチ - サッカー選手